# الحجز
ال هاجز یک منطقهٔ مسکونی در یمن است که در استان صنعا واقع شده‌است.